# Колумбійсько-німецькі відносини
Дипломатичні відносини між Колумбією та Німеччиною існують з 1872 року, тобто понад 140 років.

## Історія
Амбросіус Ехінгер -німецький завойовник, який помер у Чинакоті в Колумбії в 1533 році.
У 1889 році Лео С. Копп, народжений в Оффенбаху, Німеччина, заснував німецьку пивоварню Sociedad Kopp, яку зараз відомо як Bavaria Brewery, найбільшу пивоварню в Колумбії. У 1919 році була створена Німецько-Колумбійська авіакомпанія (Sociedad Colombo Alemana de Transportes/SCADTA) як друга за старістю авіакомпанія в світі, яка існує досі. Її спадкоємиця, Avianca, стала найбільшою колумбійською авіакомпанією в сучасний час.
Під час Другої світової війни Колумбія, після масового тиску з боку США, була однією з останніх країн Латинської Америки, яка оголосила війну Німеччині 27 листопада 1943 року Це дозволяло конфіскувати майно у німців, але оголошення війни не мало ніяких військових наслідків.
Торгівельні відносини почали відновлюватись Після війни. На початку 1949 року Bank deutscher Länder і Колумбійський центральний банк домовилися, що Колумбія постачатиме каву (вартістю 4 мільйони доларів США), банани (вартістю 3 мільйони доларів США) і тютюн (вартістю 2 мільйони доларів США), серед інших товарів, до Тризону, починаючи з 1 липня 1949 року і закінчуючи 30 червня 1950 року, і що це мало бути вирішено шляхом доставки німецьких машин і транспортних засобів.
Міністерство закордонних справ Німеччини, описує відносини між двома країнами, які вже давно існують «дружні та все більш тісні відносини».

## Економічні відносини
Обсяг двосторонньої торгівлі у 2021 році склав 2,6 мільярдів євро. Це зробило Німеччину п'ятим торговим партнером Колумбії та найбільшим в ЄС. Угода про вільну торгівлю між Колумбією та ЄС діє з 2013 року.

## Німецькі колумбійці
Відомі німецькі колумбійці включають:
- Амвросій Ехінгер
- Ніколаус Федерман
- Карлос Арділа Люлле
- Рудольф Хоммес
- Аура Крістіна Гейтнер
- Гельмут Беллінгродт
- Антоніо Наварро Вольф
- Карлос Лемос Сіммондс
- Жакен Стросс Люсена
- Леопольдо Ротер
- Марино Клінгер
- Роберто Герляйн
- Карлос Ледер

## Дипломатичні місця
- Німеччина має посольство в Боготі[7].
- Колумбія має посольство в Берліні та генеральне консульство у Франкфурті-на-Майні[8].